# Нове німецьке кіно
Нове німецьке кіно (нім. Neuer Deutscher Film), нова хвиля німецького кінематографу — напрям у післявоєнному західнонімецькому кіно, безпосередньо пов'язаний з відродженням національного кінематографу наприкінці 1960-х і його розквітом у 1970-і роки. Воно символізувало зміну поколінь і привнесло в кінематограф нові естетичні засади. Серед режисерів-представників цього напряму: Петер Лілієнталь, Райнер Вернер Фассбіндер, Вернер Херцог, Вім Вендерс, Фолькер Шльондорф, Маргарете фон Тротта, Александр Клуґе, Вернер Шретер та інші.

## Походження та естетика
У післявоєнні роки у кінематографі ФРН переважно панувала ситуація творчої невизначеності. На початку 1960-х репертуарна політика переслідувала одну мету — «створення комерційних фільмів для широкого глядача», але зазнала краху. Багато глядачів перестали ходити в кіно, віддавши перевагу телебаченню.
Спроба вийти з кризи шляхом підвищення художнього рівня кінематографії, відмови від штампів і схем «кінематографу батьків» була зроблена групою молодих кінематографістів, які під час Міжнародного кінофестивалю в Обергаузені підписали 28 лютого 1962 року «Оберхаузенський маніфест». Стимулом для змін для західнонімецької кінематографічної молоді стала творчість режисерів французької «нової хвилі», англійського кіно «розсерджених», нью-йоркської школи «підпільного кіно». Маніфест підписали 26 кінематографістів, яких прозвали «бунтівниками з Оберхаузена»:
У своїх перших фільмах представники «молодого німецького кіно» намагалися критично осмислити західнонімецьку дійсність. Їх фільми, що різко відрізнялися від стандартної комерційної продукції, зачіпали теми кризи капіталістичного суспільства, зворотного боку «економічного дива», конфлікту поколінь. Представники «молодого німецького кіно» внесли принциповий вклад в оновлення тематики і розвиток художніх засобів кіномистецтва. Героями їх стрічок були звичайні люди зі своїми повсякденними проблемами, задвірками вулиць, якими вони ходить, страхом втратити роботу. Різкій критиці піддавалися кар'єризм та традиційна роль жінки в сім'ї і суспільстві. Першими стрічками «молодого кіно» ФРН стали стрічки: «Неупокорений» Жана Марі Штрауба (1965), «Воно» Ульріха Шамоні (1966), «Молодий Тьорлесс» Фолькера Шльондорфа (1966), «Полювання на лисиць заборонене» Петера Шамоні (1966) та «Прощання з минулим» Александра Клуґе (1966).

Р. В. Фассбіндер

Особливо важливу роль в становленні «нового кіно» належить Александру Клуґе, який був ідеологом і організатором цього руху і розглядав кінематографічну творчість як багатогранний засіб самовираження. Він також був ініціатором створення колажних фільмів — колективних творів створених різними режисерами, таких як «Німеччина восени» (1978) або «Кандидат» (1980).
Найпродуктивнішим і обдарованішим серед престваників «нового кіно» був Райнер Вернер Фассбіндер. У різних формах і історіях він показав у своїх стрічках пригнобленого індивідуума і протиріччя німецької історії і, удаючись до засобів мелодрами, добився масштабності у своїх кінооповіданнях («Заміжжя Марії Браун», 1978; «Берлін Александерплац», 1980; «Лола», 1981). За фільм «Сум Вероніки Фосс» він отримав у 1982 році головний приз Берлінського кінофестивалю.

## Міжнародне визнання
Міжнародний успіх до представників «молодого німецького кіно» прийшов у 1980-х роках. У 1979 році Фолькер Шльондорф став володарем «Золотої пальмової гілки» Каннського кінофестивалю за екранізацію роману Гюнтера Грасса «Бляшаний барабан», а у 1980 отримав за цей фільм «Оскара». У 1984 році Вім Вендерс був удостоєний «Золотої пальмової гілки» за фільм «Париж, Техас», а у 1987 він поставив найвідоміший свій фільм «Небо над Берліном», що став кінокласикою. У 1982 році Вернер Герцоґ, який зняв незвичайний фільм «Фіцкарральдо», що розповідає про драму маніакального індивідуалізму в екзотичному оточенні, був нагороджений на Каннському кінофестивалі премією за найкращу режисерську роботу. Своїми критичними роботами прославилася Маргарете фон Тротта, що створила у своїх фільмах яскраві жіночі портрети («Свинцеві часи», 1981; «Роза Люксембург», 1986 та ін.).